# Siedlec (powiat nyski)
Siedlec – wieś w Polsce położona w województwie opolskim, w powiecie nyskim, w gminie Otmuchów.
W latach 1975–1998 miejscowość należała administracyjnie do województwa opolskiego.
Przez miejscowość przepływa rzeka Cielnica, dopływ Nysy Kłodzkiej.

## Nazwa
W księdze łacińskiej Liber fundationis episcopatus Vratislaviensis (pol. Księga uposażeń biskupstwa wrocławskiego) spisanej za czasów biskupa Henryka z Wierzbna w latach 1295–1305 miejscowość wymieniona jest w zlatynizowanej formie Sedelcze w szeregu wsi lokowanych na prawie polskim iure polonico.

## Historia
Od końca XVIII w. wieś posiadała pieczęć gminną, na której wizerunku przedstawiono pług, a nad nim sierp.

## Zabytki
Do wojewódzkiego rejestru zabytków wpisane są:
- zespół dworski, z XVIII-XIX wieku:
  - dwór
  - park
- dawna szkoła wiejska z 1882 roku
- dom nr 10, z połowy XIX wieku
- zagroda nr 22 (dawniej 20), z XIX wieku (nie istnieje)
- zagroda nr 23, z XIX w.:
  - dom
  - ogrodzenie z bramą i furtą.